# Dorfkirche Krummensee (Werneuchen)

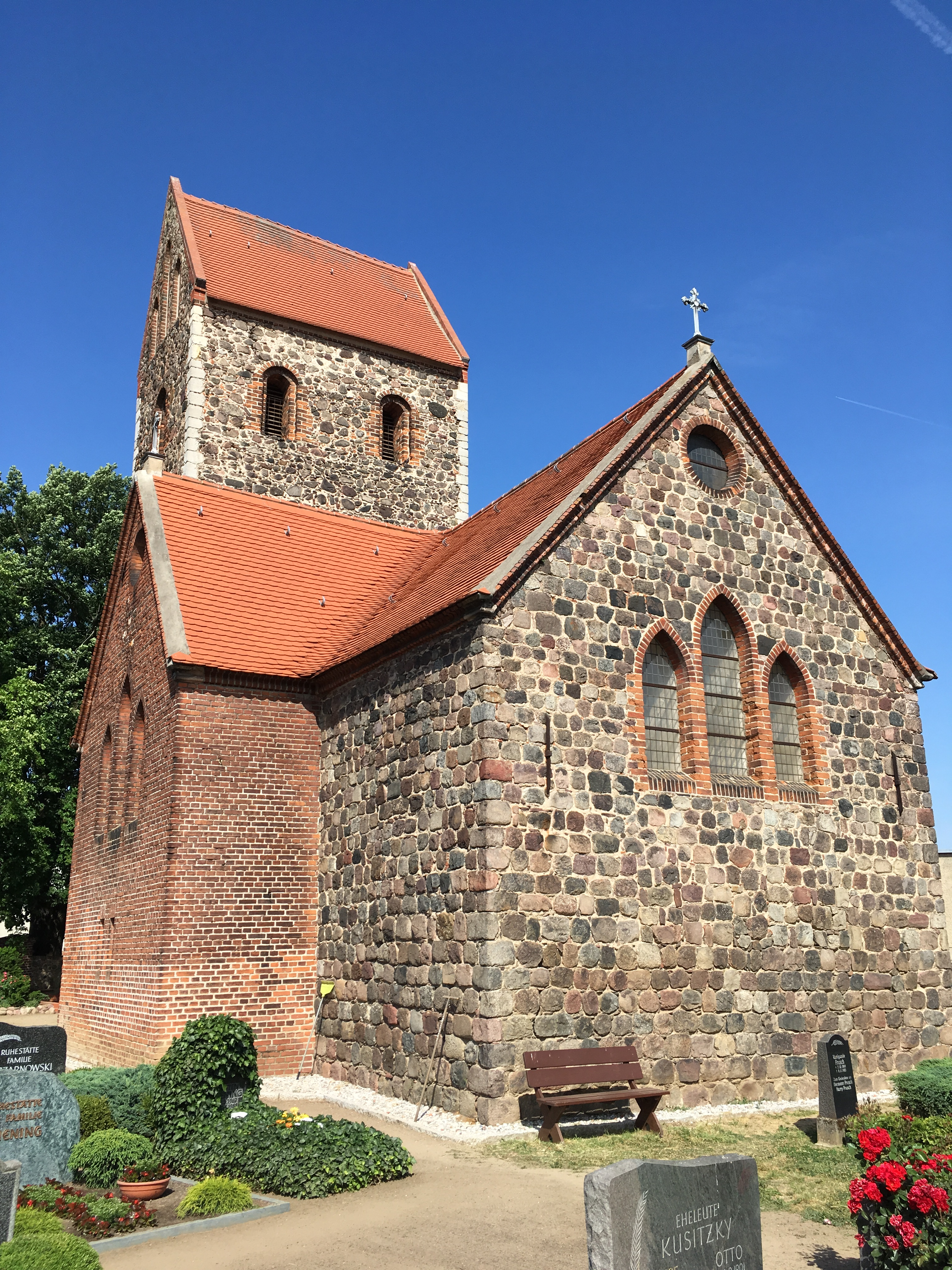
Dorfkirche Krummensee

Die evangelische Dorfkirche Krummensee ist eine Feldsteinkirche aus dem 13. Jahrhundert in Krummensee, einem Ortsteil der Stadt Werneuchen im Landkreis Barnim im Land Brandenburg. Die Kirchengemeinde gehört zum Kirchenkreis Barnim der Evangelischen Kirche Berlin-Brandenburg-schlesische Oberlausitz.

## Lage
Die Dorfstraße führt von Nordwesten kommend in südöstlicher Richtung durch den Ort. Am historischen Dorfanger steht das Bauwerk östlich der Straße auf einem leicht erhöhten Grundstück, das mit einer Mauer aus unbehauenen und nicht lagig geschichteten Feldsteinen eingefriedet ist.

## Geschichte
Der Sakralbau entstand im 13. Jahrhundert vermutlich unter dem Einfluss des Klosters Lehnin. Die vergleichsweise sorgfältig ausgeführten Maurerarbeiten des Kernbaus dürften mit Unterstützung der dort ansässigen Zisterzienser ausgeführt worden sein. Im 14./15. Jahrhundert wurde das Bauwerk um einen Westturm ergänzt. 1542 lag das Kirchenpatronat bei Otto und Albrecht von Krummensee. In diesem Jahr fand eine Visitation statt, bei der ein Kelch erwähnt wurde. Aus dem Jahr 1600 ist die Existenz zweier Leuchter aus Zinn, einer Kasel sowie eines Messbuchs überliefert. Mitte des 19. Jahrhunderts wuchs die Kirchengemeinde stark an, so dass Handwerker im Jahr 1866 zwei Kreuzarme an die Langseiten des Kirchenschiffs anbauten. Gleichzeitig erfolgte auch eine Neuausstattung des Innenraums. Im Jahr 1935 wurde eine Figur Moses aus dem 17. Jahrhundert in das Strausberger Heimatmuseum verbracht. Sie ist nach dem Ende des Zweiten Weltkrieges nicht mehr auffindbar. 1942 musste die Kirchengemeinde im Zuge einer Metallspende des deutschen Volkes die beiden kleineren der drei mittelalterlichen Glocken mit einem Durchmesser von 70 bzw. 74 cm abgeben. In den Jahren 1996 bis 1998 erfolgte eine Restaurierung, bei der eine Schablonenmalerei in den Kreuzarmen freigelegt wurde.

## Baubeschreibung

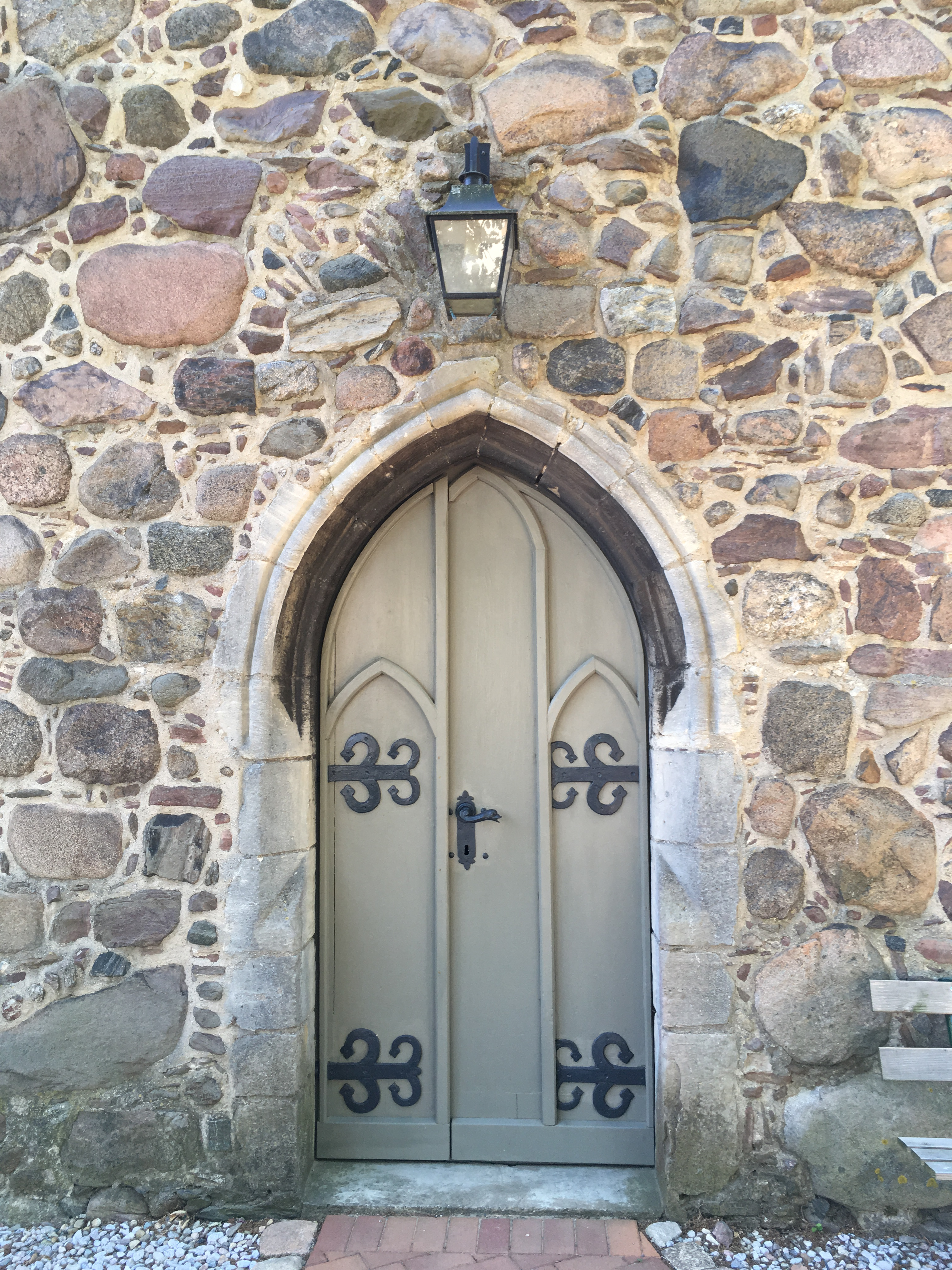
Westportal

Der Kernbau wurde aus behauenen und lagig geschichteten Feldsteinen errichtet. Die Chor ist gerade und nicht eingezogen. An der östlichen Chorwand ist ein Lanzett-Drillingsfenster mit überhöhtem Spitzbogen, deren Laibungen mit rötlichem Mauerstein hervorgehoben werden. Sie reichen bis in den Giebel hinein. Dort ist mittig ein im Mauerstein eingefasstes Ochsenauge. Die Chornord- und südwand ist jeweils fensterlos; im oberen Bereich sind die Steine deutlich weniger behauen. Auch verlaufen dort die Linien.
Am Kirchenschiff dominieren die beiden aus rötlichem Mauerstein errichteten Kreuzarme. Sie sind an der West- und Ostseite geschlossen und haben an der Nord- und Südseite ebenfalls je ein Lanzett-Drillingsfenster mit einem ebenfalls überhöhten Spitzbogen sowie einem Ochsenauge im Giebel. Darüber ist jeweils ein Kreuz.
Der querrechteckige Westturm mit einer Breite von acht Metern und einer Länge von sechs Metern entstand aus unbehauenen Feldsteinen; seine Umrisse werden durch behauene, helle Ecksteine betont. Der Zugang erfolgt durch ein spitzbogenförmiges Portal, dessen Gewände aus hellem und im oberen Bereich profiliertem Kalkstein errichtet wurde. An der Nord- und Südseite ist im Erdgeschoss je ein spitzbogenförmiges Fenster. Im darüberliegenden Geschoss ist lediglich an der Südseite eine gedrückt-segmentbogenförmige Öffnung. Im Glockengeschoss des 22,2 m hohen Turms sind an der Nord- und Südseite je eine, an der West- und Ostseite zwei rundbogenförmige Klangarkaden. Daran schließt sich das querrechteckige Satteldach an, dessen Giebel mit dreifach gestaffelten Spitzbogenblenden verziert sind.

## Ausstattung
Die Kirchenausstattung stammt im überwiegend aus der Zeit der Neuausstattung im Jahr 1866. Dazu zählt die neugotische, hölzerne und polygonal gestaltete Kanzel. Die Fünte mit einer siebenseitigen Kuppa ist 98 cm hoch und entstand aus Kalkstein im 15. Jahrhundert. In der Chorwand ist eine Sakramentsnische. Im westlichen Bereich ist eine Empore. Das Bauwerk trägt im Innern eine zeltartig ansteigende Holzdecke. Ein Epitaph erinnert an den am 22. Januar 1593 verstorbenen Moritz August Röbel. Im Turm ist eine mittelalterliche Glocke mit einem Durchmesser von 91 cm verblieben.